# Demetrio (nome)
Demetrio  è un nome proprio di persona italiano maschile.

## Varianti
- Maschili: Dimitri[3], Dimitrio[3]
- Femminili: Demetria[3][4], Dimitra[3]

### Varianti in altre lingue
- Basco: Demetir[6]
- Bielorusso: Дзмітрый (Dzmitryj)
- Bulgaro: Димитър (Dimităr)[2][5]
  - Ipocoristici: Митре (Mitre)[2], Митко (Mitko)[2], Диме (Dime), Димо (Dimo)[2], Диман (Diman)
- Catalano: Demetri[6]
- Croato: Dmitar[2]
- Francese: Dimitri[2][4]
- Georgiano: დიმიტრი (Dimit'ri)[2]
  - Ipocoristici: დიმა (Dima)[2]
- Greco antico: Δημήτριος (Demetrios)[1][2][3][5]
  - Femminili: Δημητρία (Demetria)[7]
- Greco moderno: Δημήτριος (Dīmītrios)[2], Δημήτρης (Dīmītrīs)[2][5]
  - Ipocoristici: Δημη (Dīmī)[2]
  - Femminili: Δημητρία (Dīmītria)[7]
  - Ipocoristici femminili: Δημη (Dīmī)[2]
- Inglese: Demetrius, Dimitri[4]
  - Femminili: Demetria[7]
- Latino: Demetrius[2][3][5]
- Macedone: Димитар (Dimitar)[2], Димитриј (Dimitrij)[2]
  - Ipocoristici: Митре (Mitre)[2], Митко (Mitko)[2]
- Polacco: Dymitr[2]
- Portoghese: Demétrio[2][5]
- Rumeno: Dumitru[2][5], Dimitrie[5]
  - Ipocoristici: Mitică[2]
  - Femminili: Dumitra[7]
- Russo: Дмитрий (Dmitrij)[2][5], Димитрий (Dimitrij)[2]
  - Ipocoristici: Митя (Mitja)[2], Дима (Dima)[2]
- Serbo: Димитрије (Dimitrije)[2], Дмитар (Dmitar)[2]
- Sloveno: Dimitrij[2]
  - Ipocoristici: Mitja[2]
- Spagnolo: Demetrio[2][4][5][6]
- Tedesco: Demetrius[4]
- Ucraino: Дмитро (Dmytro)[2][5]
- Ungherese: Dömötör[2], Demeter[2]

## Origine e diffusione
Deriva dal greco Δημήτριος (Demetrios), un nome teoforico riferito alla dea greca dell'agricoltura e della fecondità Demetra; il significato può essere quindi interpretato come "sacro a Demetra", "dedicato a Demetra", "relativo a Demetra", "appartenente a Demetra" o anche "figlio di Demetra".
Il nome venne portato da diversi santi dei primi secoli, nonché da alcuni re macedoni e seleucidi e giunse in latino nella forma Demetrius (venendo però portato sempre da persone di origine greca od orientale). In Italia il nome è abbastanza raro, eccetto che in Sicilia e nelle regioni del Sud in cui è in uso il rito greco, specie in Calabria (nel quale caso, la diffusione è da imputare al culto di san Demetrio, megalomartire). La forma "Dimitri", di stampo slavo e diffusasi in Italia per vie letterarie o per moda esotica, è invece più concentrata in Toscana ed Emilia-Romagna; oltre che in italiano, è entrata in uso anche in altre lingue fra cui inglese e francese.

## Onomastico
L'onomastico si può festeggiare in memoria di numerosi santi, alle date seguenti:
- 6 gennaio, san Demetrio, vescovo di Filadelfia[9]
- 9 aprile, san Demetrio di Tessalonica, martire a Sirmia (venerato come "megalomartire" dagli ortodossi e venerato il 26 ottobre)[9][10]
- 2 giugno, san Demetrio, martire a Filadelfia[9]
- 18 giugno, san Demetrio, arcidiacono a Fragalata, presso Messina[9]
- 21 giugno, santa Demetria, martire a Roma sotto Giuliano[10]
- 3 luglio, san Demetrio, martire con altri compagni a Costantinopoli sotto Valente[9]
- 14 agosto, san Demetrio, martire in Africa[1][9]
- 8 ottobre, san Demetrio, martire a Tessalonica[1]
- 9 ottobre, san Demetrio, vescovo di Alessandria d'Egitto[9]
- 10 ottobre, beato Demetrio d'Albania, terziario francescano[10]
- 26 ottobre, san Demetrio di Tessalonica, Chiesa ortodossa
- 6 novembre, san Demetrio (o Demetriano), vescovo di Chitri (Cipro)[9][10]
- 10 novembre, san Demetrio, vescovo di Antiochia, martire con altri compagni sotto Sapore I[1][9]
- 21 novembre, san Demetrio, martire a Ostia[1][6][9]
- 29 novembre, san Demetrio, martire a Veroli con san Biagio[1][9][10]
- 22 dicembre, san Demetrio, martire con i santi Floro e Onorato a Ostia[1][9][10]

## Persone

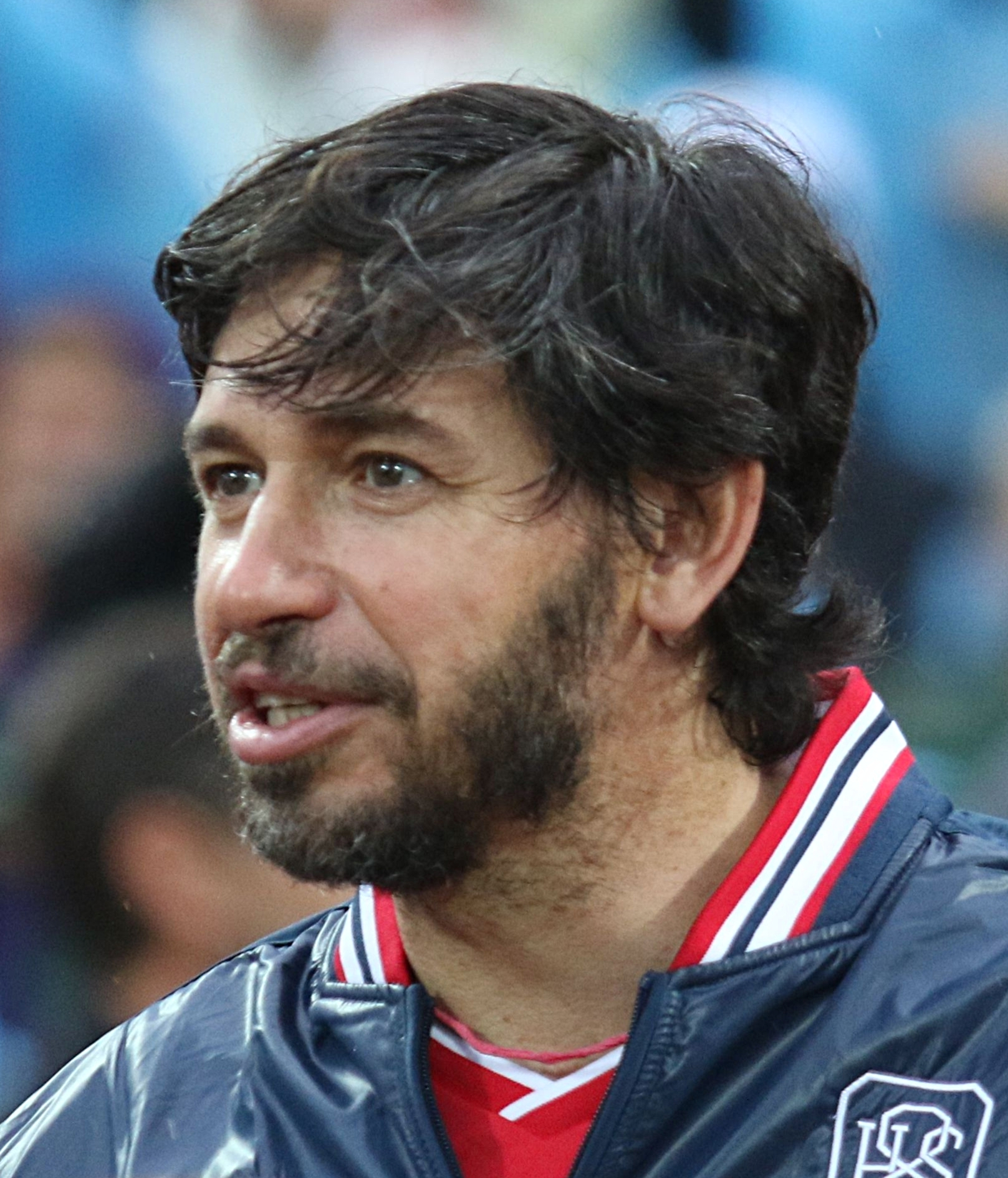
Demetrio Albertini

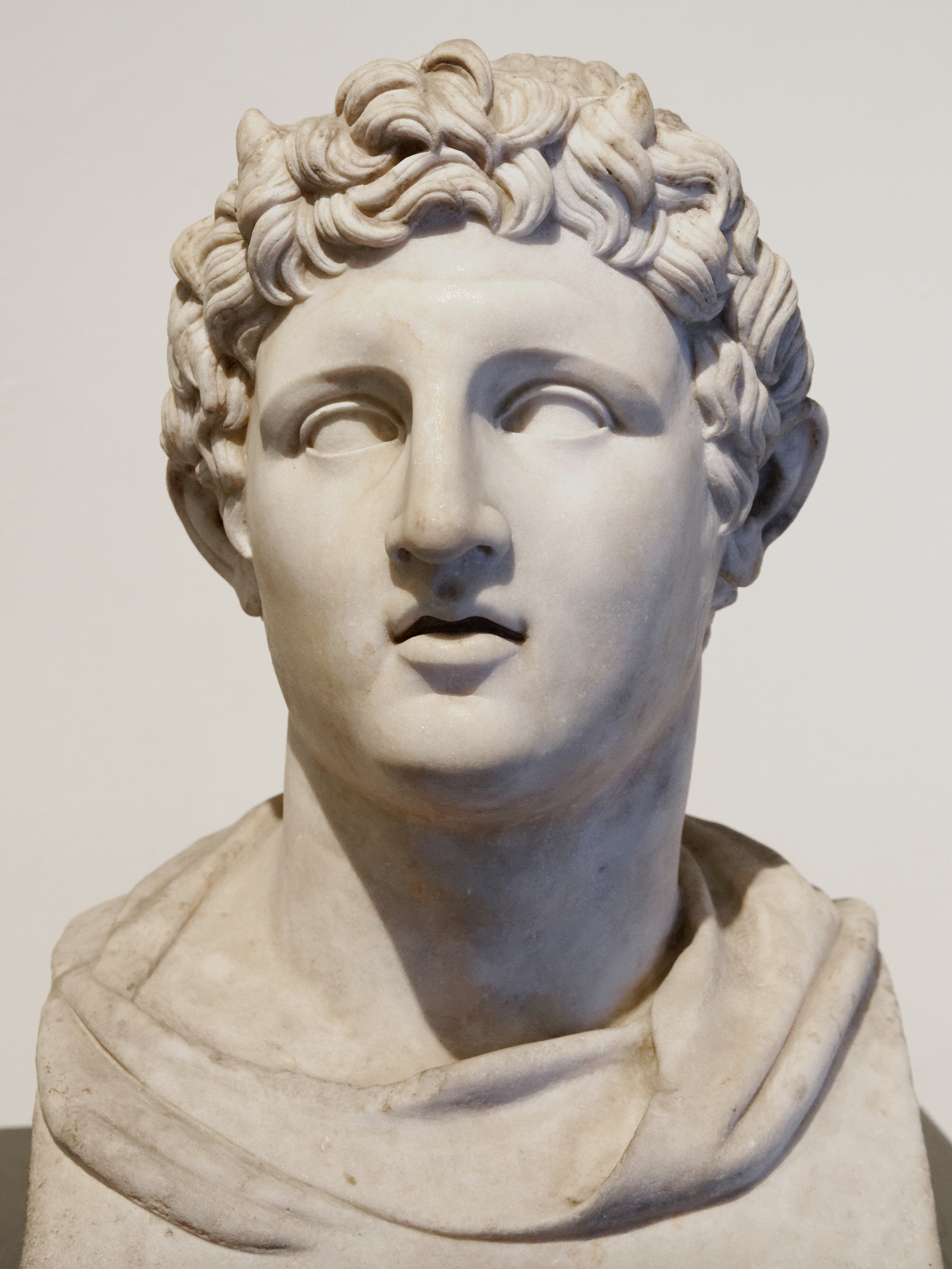
Demetrio I Poliorcete

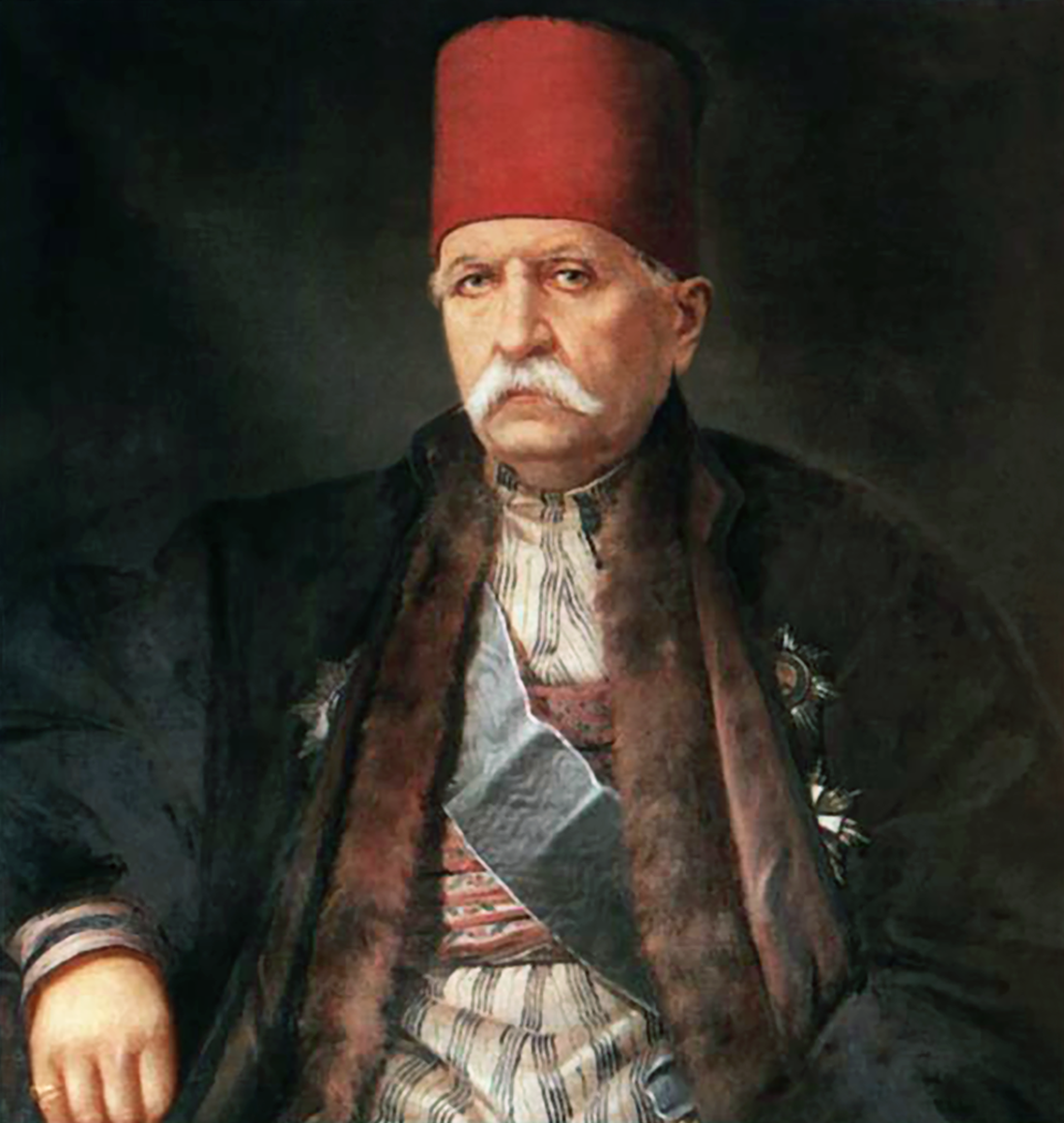
Dimitrios Voulgaris

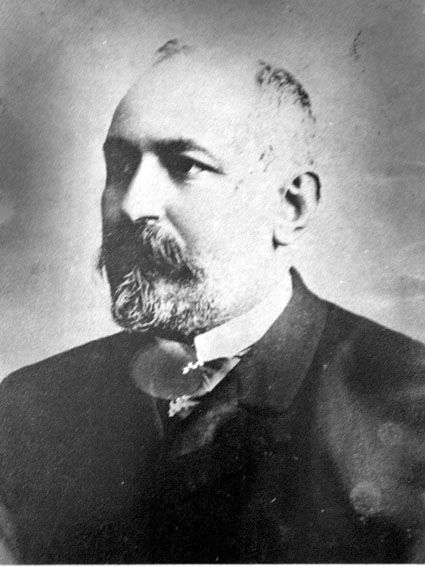
Dimităr Grekov

- Demetrio I di Battria, sovrano del Regno greco-battriano
- Demetrio del Monferrato, re di Tessalonica
- Demetrio I Poliorcete, re di Macedonia e di Grecia
- Demetrio Albertini, dirigente sportivo e calciatore italiano
- Demetrio Arena, politico italiano
- Demetrio Calcondila, umanista greco
- Demetrio Falereo, oratore, politico e filosofo greco antico
- Demetrio Paernio, scultore italiano
- Demetrio Paleologo, despota della Morea
- Demetrio Paparoni, critico d'arte italiano
- Demetrio Stratos, cantante, polistrumentista e ricercatore musicale greco naturalizzato italiano
- Demetrio Volcic, giornalista e politico italiano
- Demetrio Zaccaria, imprenditore italiano

### Variante Dimitrios
- Dīmītrios Eleutheropoulos, calciatore greco
- Dīmītrios Papadopoulos, calciatore greco
- Dīmītrios Salpiggidīs, calciatore greco
- Dīmītrios Vikelas, letterato e dirigente sportivo greco
- Dimitrios Voulgaris, politico greco

### Variante Dīmītrīs
- Dīmītrīs Christofias, politico cipriota
- Dīmītrīs Diamantidīs, cestista greco
- Dīmītrīs Lyacos, scrittore greco
- Dīmītrīs Papaïōannou, coreografo greco

### Variante Dimitri
- Dimitri Amilakhvari, militare georgiano
- Dimitri De Fauw, ciclista su strada e pistard belga
- Dimitri Mitropoulos, direttore d'orchestra, pianista e compositore greco
- Dimitri Payet, calciatore francese
- Dimitri Tiomkin, musicista, pianista e compositore statunitense

### Variante Dimităr
- Dimităr Berbatov, calciatore bulgaro
- Dimităr Blagoev, politico bulgaro
- Dimităr Grekov, politico bulgaro
- Dimităr Stančov, diplomatico e politico bulgaro

### Variante Dmitrij

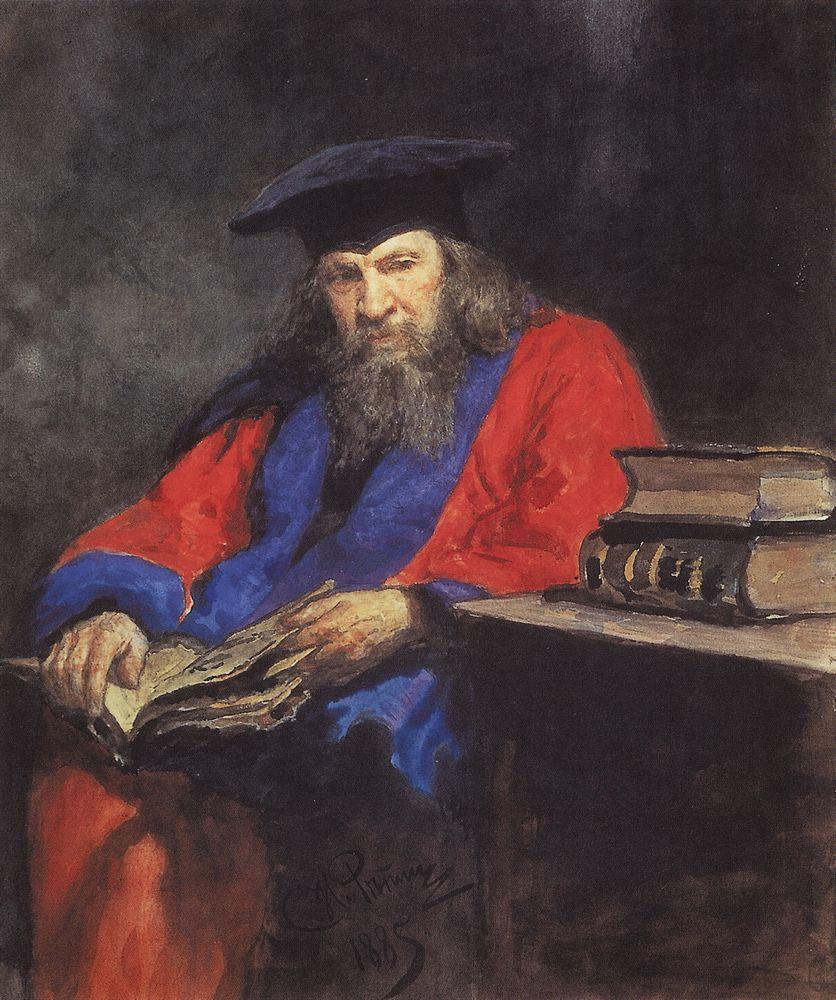
Dmitrij Mendeleev

- Dmitrij Chvorostovskij, baritono russo
- Dmitrij Egorov, matematico russo
- Dmitrij Jarošenko, biatleta russo
- Dmitrij Medvedev, politico russo
- Dmitrij Mendeleev, chimico russo
- Dmitrij Šostakovič, compositore e pianista russo
- Dmitrij Syčëv, calciatore russo
- Dmitrij Utkin, militare russo

### Altre varianti maschili

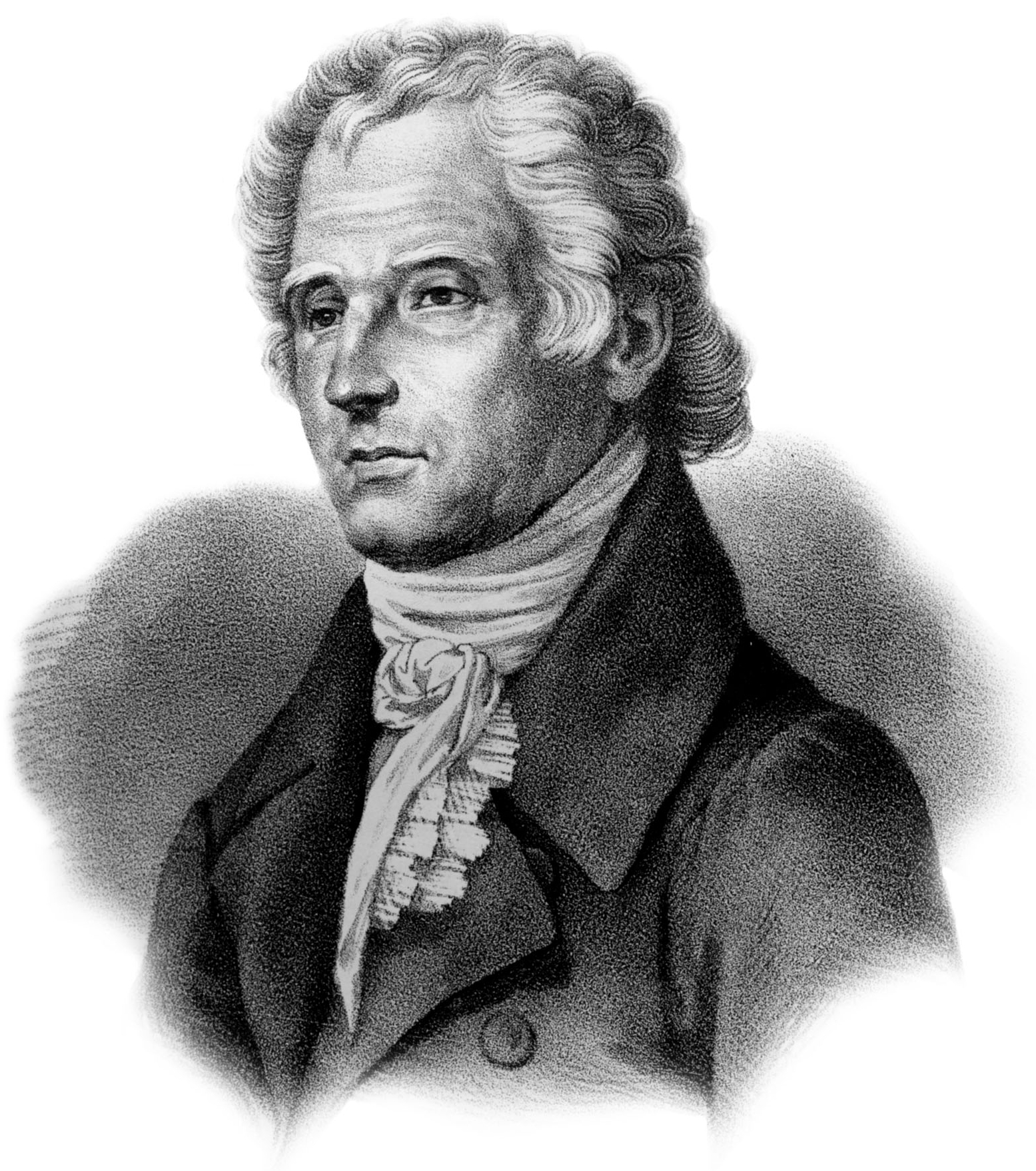
Dmytro Stepanovyč Bortnjans'kyj

- Dima Bilan, cantante e attore russo
- Dmytro Bortnjans'kyj, compositore ucraino
- Dumitru Brătianu, politico rumeno
- Dmytro Čyhryns'kyj, calciatore ucraino
- Dimitrije Ljotić, politico serbo
- Dimitrij Rupel, politico e diplomatico sloveno
- Dumitru Găleșanu, poeta, saggista, filosofo e illustratore di libri rumeno
- Dumitru Stăniloae, teologo rumeno
- Demetrius Zvonimir, re di Croazia

### Varianti femminili
- Demi Lovato, cantautrice, attrice e conduttrice televisiva statunitense
- Demi Moore, attrice e produttrice cinematografica statunitense
- Demetria Washington, atleta statunitense

## Il nome nelle arti
- Demetrio è un personaggio dell'opera di Gioachino Rossini Demetrio e Polibio.
- Demetrio è un personaggio dell'opera di Shakespeare Sogno di una notte di mezza estate.
- Demetrio è un personaggio del film del 1954 I gladiatori, diretto da Delmer Daves.
- Demetrios è un personaggio della serie manga e anime I Cavalieri dello zodiaco.
- Demetri è un personaggio della serie di romanzi e film Twilight, creata da Stephenie Meyer.
- Dimitri Allen è un personaggio della serie di videogiochi Professor Layton.
- Demetrio Pianelli è un personaggio dell'omonimo romanzo di Emilio De Marchi.
- Dmitrij è un personaggio del romanzo I fratelli Karamazov, dello scrittore russo Fëdor Dostoevskij
- Dmitrij è il nome del presidente dell’URSS nel celebre film Il dottor Stranamore di Stanley Kubrick.